# Артезе
Артезе (фр. Arthezé) је насељено место у Француској у региону Лоара, у департману Сарт.
По подацима из 2011. године у општини је живело 379 становника, а густина насељености је износила 43,82 становника/km².

## Демографија
| 1962. | 1968. | 1975. | 1982. | 1990. | 2011. |
| ----- | ----- | ----- | ----- | ----- | ----- |
| 308   | 300   | 284   | 286   | 281   | 379   |